# Fómeque
Fómeque est une municipalité située dans le département de Cundinamarca, en Colombie.